# Sri Tiga
Sri Tiga is een bestuurslaag in het regentschap Banyuasin van de provincie Zuid-Sumatra, Indonesië. Sri Tiga telt 1509 inwoners (volkstelling 2010).